# Oracle Challenger Series – Chicago 2018
Die Oracle Challenger Series – Chicago 2018 ist ein Tennisturnier der WTA Challenger Series 2018 für Damen sowie ein Tennisturniers der ATP Challenger Tour 2018 für Herren, welches zeitgleich vom 3. bis 9. September 2018 in Chicago ausgetragen wird.

## Damenturnier
→ Qualifikation: Oracle Challenger Series – Chicago 2018/Damen/Qualifikation